# Brachytarsomys
Brachytarsomys är ett släkte i underfamiljen Madagaskarråttor (Nesomyinae) med två arter.
Arterna är:
- Brachytarsomys albicauda förekommer på östra Madagaskar, den listas av IUCN som livskraftig (LC).
- Brachytarsomys villosa har ett mindre utbredningsområde på norra Madagaskar, den listas som starkt hotad (EN).

## Beskrivning
Arterna påminner om råttor med små öron. De når en kroppslängd (huvud och bål) av 20 till 25 cm och svansen blir ungefär lika lång. Svansen kan användas som gripverktyg och den är hos B. albicauda vit vid slutet. Pälsen har på ovansidan en gråbrun färg och buken är vitaktig. Morrhåren är ganska långa och klorna vid fötterna är väl utvecklade.
Dessa gnagare vistas i tropiska regnskogar och har bon i trädens håligheter. Födan utgörs främst av frukter och honor i fångenskap hade upp till sex ungar per kull.